# Tibouchina barbigera
Tibouchina barbigera är en tvåhjärtbladig växtart som först beskrevs av Charles Victor Naudin, och fick sitt nu gällande namn av Henri Ernest Baillon. Tibouchina barbigera ingår i släktet Tibouchina och familjen Melastomataceae. Inga underarter finns listade i Catalogue of Life.